# Cabañas de Juarros
Cabañas de Juarros o Cabañas es una localidad situada en la Comarca de Juarros, provincia de Burgos, comunidad autónoma de Castilla y León (España).

## Situación
Esta pintoresca aldea descansa en las estribaciones de la Sierra de la Demanda ocupando una escalonada ladera desde la cual se divisa buena parte de las tierras de Juarros.

## Demografía
Evolución de la población
| Gráfica de evolución demográfica de Cabañas entre 2000 y 2020      |
|                                                                    |
| Población de derecho (2000-2020) según el padrón municipal del INE |

## Historia
Aunque la zona de Juarros, como sucede con su entorno inmediato de Atapuerca, ha sido poblada por el hombre desde la antigüedad más remota, es a finales del siglo IX cuando comienza a asentarse la población con gentes procedentes del norte peninsular. Enrique del Rivero señala que el nombre de Juarros que da nombre a la zona proviene del término euskaldún zugarro, que designa al olmo. El monasterio de Santa María de Bujedo marcó una notable influencia en la zona durante casi siete siglos para desaparecer finalmente con la desamortización de 1835.

## Economía
Como zona de transición entre las cumbres de la Demanda y el valle del Arlanzón, el terreno de la zona de Juarros se caracteriza por sus espacios abiertos salpicados de suaves ondulaciones. La especie arbórea dominante es el roble y la fauna es abundante. En temporada se desarrolla una importante actividad cinegética y micológica.
Aunque la ganadería es la actividad dominante, en un pasado reciente la minería tuvo mucha importancia en lugares como San Adrián y Brieva, con la explotación del carbón.

## Localidades limítrofes
Los pueblos que forman parte de la zona son: Ibeas de Juarros, Cuzcurrita de Juarros, San Millán de Juarros, Cueva de Juarros, Mozoncillo de Juarros, Salgüero de Juarros , San Adrián de Juarros, Espinosa de Juarros, Brieva de Juarros y Santa Cruz de Juarros, con los anejos de Matalindo y Cabañas.

## Parroquia
La parroquia compartida de Cabañas y Matalindo depende del Arciprestazgo de San Juan de Ortega, diócesis de Burgos. Se encuentra en una colina que sitúa a medio camino entre las dos aldeas. Junto a ella se encuentra también la antigua escuela hoy abandonada que compartían ambos barrios.

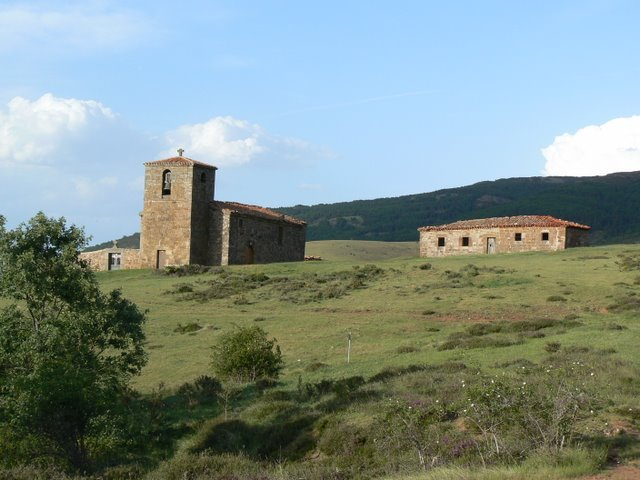
Iglesia de Cabañas de Juarros y Matalindo.